# Jacob Wilhelm Mechau
Jacob Wilhelm Mechau (* 16. Januar 1745 in Leipzig; † 14. März 1808 in Dresden) war ein deutscher Maler, Zeichner und Radierer. Er steht wie wenige Zeitgenossen für den Übergang vom Klassizismus zur Frühromantik.

## Leben und Werk

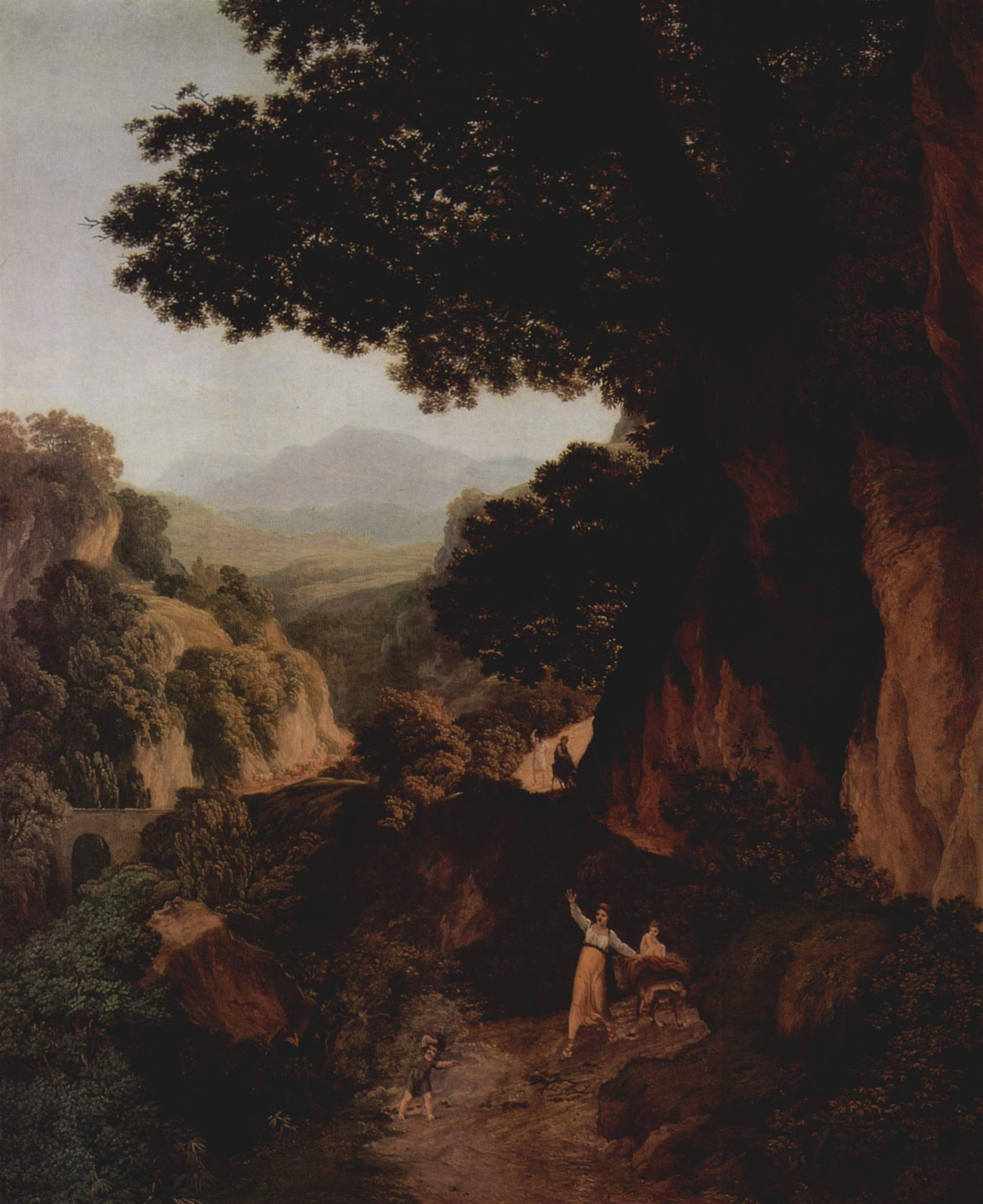
Gebirgslandschaft

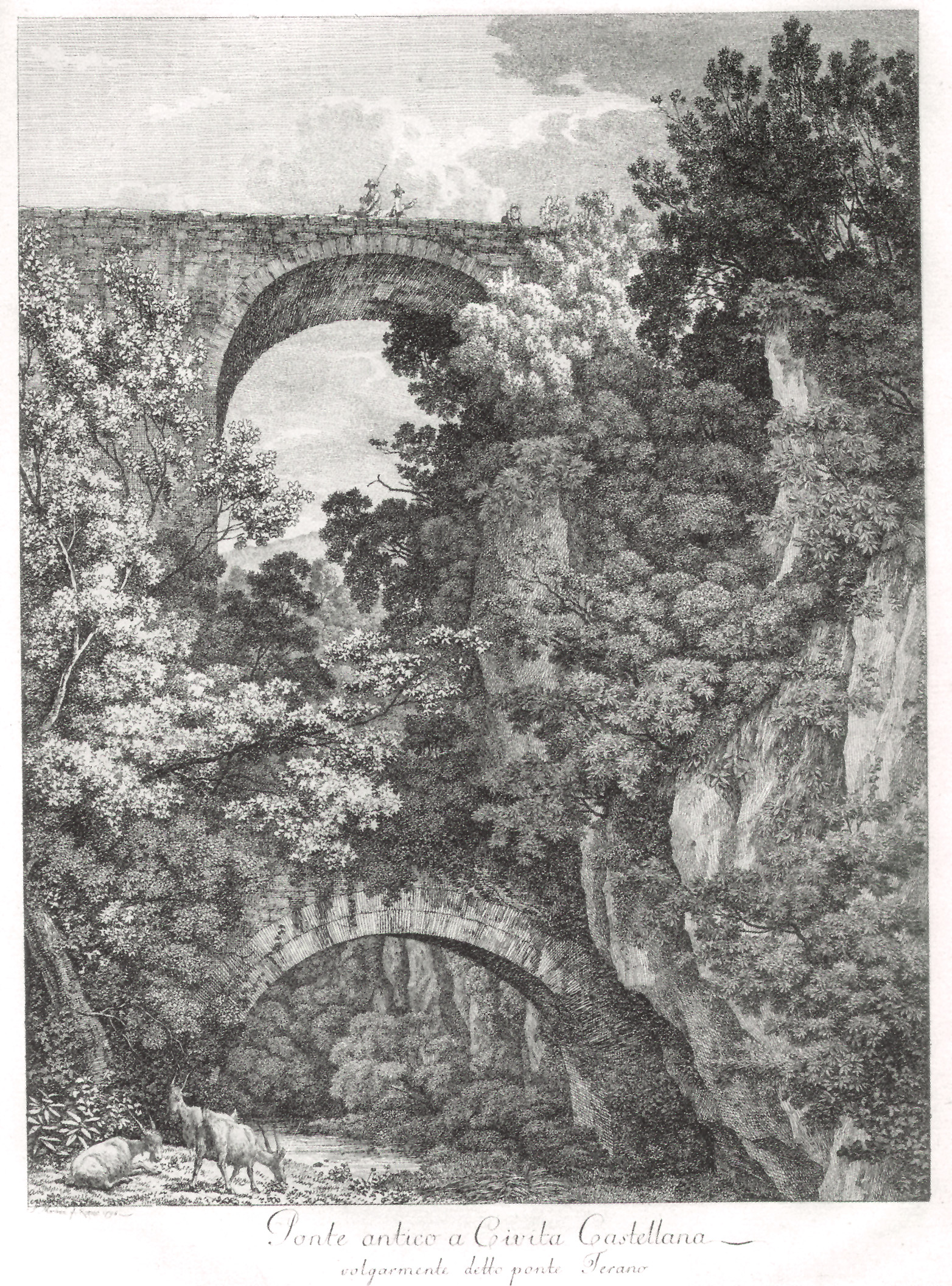
Jacob Wilhelm Mechau, Ponte Terrano in Civita Castellana, Radierung 1795.

Mechau wurde als Sohn des Ratsbuchhalters Daniel Simon Mechau und der Johanna Justina Mechau in Leipzig geboren. In seinem Elternhaus lebte auch der Maler Benjamin Calau, von dem er die ersten Anregungen bekam. Zuerst ging er nach Berlin, wo er von Bernhard Rode drei Jahre lang in dessen privatem Zeichensaal ausgebildet wurde, aber vor allem auch vom Direktor der Akademie der Künste, Blaise Nicolas Le Sueur (1716–1783), und dessen Schüler Paul Joseph Bardou Unterricht erhielt.
Danach (1770) wandte sich Mechau nach Dresden, um an der Dresdner Kunstakademie, v. a. bei ihrem ersten Direktor Giovanni Battista Casanova, seine Fertigkeiten zu vervollkommnen. In diesem Zusammenhang lernte Mechau den etwas jüngeren Heinrich Friedrich Füger kennen. Dort sollte er knapp vier Jahre bleiben, bevor er nach Leipzig zurückkehrte.

In dieser Stadt mit ihren zahlreichen Verlagen bekam er viele Aufträge für Zeichnungen (teilweise von Christian Gottlieb Geyser gestochen) und Buchillustrationen und nahm wie Fügner auch bei Oeser Zeichenunterricht. 1775 wurde Mechau dank der Fürsprache von Christian Ludwig von Hagedorn Mitglied der Leipziger Akademie für Malerei.
Im September 1776, ziemlich genau zwischen Winckelmanns Tod und Goethes Grand Tour, reiste er mit seinem Freund Füger nach Italien (Rom). Hier entschied er sich für die Landschaftsmalerei, in der er es zu einer großen Meisterschaft bringen sollte. Vorbilder waren ihm dabei Claude Lorrain und Jakob Philipp Hackert. In dieser Zeit schuf er z. B. die aquarellierte Zeichnung Rastende Landleute beim Kolosseum in Rom (um 1777) und das Ölgemälde Campagnelandschaft mit Wasserfall (1778). Auch dieser Aufenthalt dauerte etwa vier Jahre, und wieder kehrte Mechau nach Leipzig bzw. Dresden zurück. Dort blieb Mechau rund 10 Jahre und ging dann 1790 erneut nach Italien, da ihm eine Festanstellung an der  Dresdener Akademie verwehrt blieb.
Neben anderen Arbeiten entstand in der darauffolgenden Zeit (1792–1798) die bekannte Radierfolge aus 72 Tafeln Malerisch radirte Prospekte von Italien, nach der Natur gezeichnet und zu Rom radirt zusammen mit Johann Christian Reinhart, den er in Dresden kennengelernt hatte, und Albert Christoph Dies. Sie erschien 1799 bei Johann Friedrich Frauenholz in Nürnberg und zeigte neben Ansichten von Rom und Tivoli auch weniger bekannte Ansichten von Subiaco und dem Albaner See.
Die Verbannung des Papstes Pius VI. durch die französische Besatzung im Jahr 1798 war für Mechau Anlass, zum letzten Mal nach Deutschland zurückzukehren, diesmal allerdings nach Dresden, wo er bis zu seinem Lebensende blieb und hauptsächlich Motive mit sächsischen Landschaften schuf. Für den Übergang zur Romantik steht dabei seine 1807 ausgestellte Folge von sieben Landschaften.

## Würdigung
Der Künstler wurde 1801 von Philipp Otto Runge als bedeutendster Landschaftsmaler seiner Zeit bezeichnet.